# Neuseeländische Squashnationalmannschaft
Die neuseeländische Squashnationalmannschaft ist die Gesamtheit der Kader des neuseeländischen Squashverbandes Squash New Zealand. In ihm finden sich neuseeländische Sportler wieder, die ihr Land sowohl in Einzel- als auch in Teamwettbewerben national und international im Squashsport repräsentieren.

## Historie

### Herren
Neuseeland nahm seit der erstmaligen Austragung  1967 in Melbourne bei jeder Weltmeisterschaft teil. 1967 schloss die Mannschaft das Turnier auf dem dritten Platz ab. 1977 verbesserte sie dieses Ergebnis mit dem zweiten Rang hinter Pakistan. Noch zwei weitere Male stand Neuseeland im Endspiel: 1985 unterlagen sie erneut Pakistan, wie auch zwei Jahre später. Beim Turnier 1989 erreichte die Mannschaft das bis heute letzte Mal das Halbfinale. 2011 gelang ihr in Paderborn mit dem 22. Rang das schlechteste Abschneiden bei einer Weltmeisterschaft.

## Letzter WM-Kader
Bei der letzten Weltmeisterschaft 2023 bestand die neuseeländische Mannschaft aus den folgenden Spielern:
| Rang | Name            | Geburtsdatum      | WRL | Einsätze | Siege | Niederlagen |
| ---- | --------------- | ----------------- | --- | -------- | ----- | ----------- |
| 1.   | Paul Coll       | 9. Mai 1992       | 3   | 5        | 5     | −           |
| 2.   | Lwamba Chileshe | 26. April 1999    | 104 | 5        | 1     | 4           |
| 3.   | Temwa Chileshe  | 2. August 2000    | 113 | 5        | 3     | 2           |
| 4.   | Elijah Thomas   | 22. November 2002 | 128 | 2        | 1     | 1           |

## Bilanz
| Herren |                    |                    |                  |                  |                  |
| Jahr   | Austragungsort     | Runde              | Platzierung      | Siege            | Niederlagen      |
| 1967   | Melbourne          | Gruppenphase       | 3.               | 3                | 2                |
| 1969   | Birmingham         | Gruppenphase       | 5.               | 1                | 4                |
| 1971   | Palmerston North   | Gruppenphase       | 5.               | 2                | 4                |
| 1973   | Johannesburg       | Gruppenphase       | 4.               | 1                | 3                |
| 1976   | Birmingham         | Gruppenphase       | 5.               | 5                | 2                |
| 1977   | Toronto            | Finale             | 2.               | 6                | 1                |
| 1979   | Brisbane           | Gruppenphase       | 5.               | 6                | 2                |
| 1981   | Stockholm          | Viertelfinale      | 5.               | 7                | 1                |
| 1983   | Auckland           | Gruppenphase       | 5.               | 6                | 3                |
| 1985   | Kairo              | Finale             | 2.               | 8                | 1                |
| 1987   | London             | Finale             | 2.               | 7                | 1                |
| 1989   | Singapur           | Halbfinale         | 4.               | 5                | 3                |
| 1991   | Helsinki           | Gruppenphase       | 5.               | 5                | 2                |
| 1993   | Karatschi          | Gruppenphase       | 5.               | 3                | 3                |
| 1995   | Kairo              | Viertelfinale      | 7.               | 2                | 4                |
| 1997   | Petaling Jaya      | Gruppenphase       | 11.              | 4                | 2                |
| 1999   | Kairo              | Gruppenphase       | 14.              | 2                | 4                |
| 2001   | Melbourne          | Gruppenphase       | 17.              | 4                | 2                |
| 2003   | Wien               | Gruppenphase       | 17.              | 5                | 2                |
| 2005   | Islamabad          | Gruppenphase       | 15.              | 3                | 3                |
| 2007   | Chennai            | Achtelfinale       | 13.              | 3                | 3                |
| 2009   | Odense             | Achtelfinale       | 10.              | 3                | 3                |
| 2011   | Paderborn          | Gruppenphase       | 22.              | 3                | 4                |
| 2013   | Mülhausen          | Achtelfinale       | 15.              | 3                | 4                |
| 2015   | Kairo              | keine Austragung   | keine Austragung | keine Austragung | keine Austragung |
| 2017   | Marseille          | Viertelfinale      | 6.               | 4                | 2                |
| 2019   | Washington, D.C.   | Viertelfinale      | 5.               | 5                | 2                |
| 2023   | Tauranga           | Achtelfinale       | 13.              | 3                | 3                |
| Gesamt | 27 / 27 Teilnahmen | 27 / 27 Teilnahmen | 0 Titel          | 109              | 70               |